# حوت بريدي
حوت بريدي هو مجموعة من الحيتان تضم شكلين مفترضين من الركوليات: حوت بريدي (Balaenoptera brydei) وهو الشكل الأكبر الذي يوجد في جميع أنحاء العالم في المناطق المعتدلة الدافئة والمياه الاستوائية، وحوت عدن (B. edeni) وهو الشكل الأصغر الذي يقتصر وجوده على منطقة المحيط الهادي الهندي، وهناك أيضاً شكل ساحلي أصغر حجماً من حيتان بريدي يوجد قبالة جنوبي إفريقيا، ويُحتمل وجود شكل آخر في منطقة المحيط الهادي الهندي يختلف عن غيره في شكل الجمجمة، ويُسمى مؤقتاً باسم حوت بريدي المحيط الهادي الهندي.

## المصدر
- حوت بريدي